# Onthophagus ursinus
Onthophagus ursinus là một loài bọ cánh cứng trong họ Bọ hung (Scarabaeidae).